# Zosterop d'ulleres negres
El zosterop d'ulleres negres (Zosterops anomalus) és un ocell de la família dels zosteròpids (Zosteropidae).

## Hàbitat i distribució
Viu a la vegetació secundària dels turons de sud-oest de Sulawesi.